# Antje Kramer
Antje Kramer (* 1969) ist eine ehemalige deutsche Mountainbikerin, die im Downhill und MTB-Enduro aktiv war.

## Werdegang
Zum Mountainbikesport kam Kramer erst als Seiteneinsteigerin im Alter von 31 Jahren. Von 2003 bis 2009 war sie Seriensiegerin bei den Deutschen Mountainbike-Meisterschaften im Downhill. Sie startete fast ausschließlich bei Rennen in Deutschland und gewann mehrere Rennen im IXS German Downhill Cup. Ihren international größte Erfolg erzielte sie im Jahr 2009, als sie ein Rennen des IXS European Downhill Cup in Bischofsmais gewann.
Ihre beste Platzierung im UCI-Mountainbike-Weltcup war ein 8. Platz in Willingen, bei internationalen Meisterschaften der 7. Platz bei den UEC-Mountainbike-Europameisterschaften.
Nach einer Verletzung der Brustwirbelsäule im Jahr 2011 beendete Kramer 2012 ihre Karriere im Downhill. Danach fuhr sie noch im MTB-Enduro und wurde 2015 Europameisterin in der Masterclass, seit 2016 fährt sie keine Rennen mehr.
Kramer arbeitet hauptberuflich als Krankenschwester und ist in ihrer Freizeit als Coach in Trainings-Camps für Frauen aktiv.

## Erfolge
2003
- Deutsche Meisterin – Downhill

2004
- Deutsche Meisterin – Downhill

2005
- Deutsche Meisterin – Downhill

2006
- Deutsche Meisterin – Downhill

2007
- Deutsche Meisterin – Downhill

2008
- Deutsche Meisterin – Downhill

2009
- Deutsche Meisterin – Downhill
- ein Erfolg IXS European Downhill Cup